# Anne Bannerman

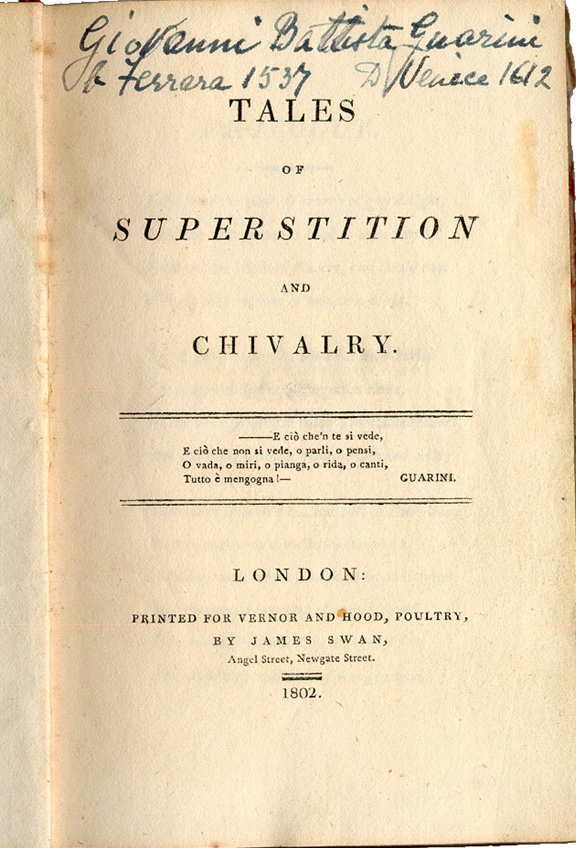
Tales of Superstition and Chivalry (Vernor and Hood, 1802)

Anne Bannerman (* 31. Oktober 1765 in Edinburgh; † 29. September 1829 in Portobello) war eine britische Lyrikerin der Romantik.  

## Leben
Anne Bannerman wurde 1765 in Edinburgh als Tochter von William Bannerman und Isobel Dick geboren. Sie publizierte ihre Gedichte in Periodika wie dem Monthly Magazine, dem Poetical Register und dem Edinburgh Magazine. Ihr erster Gedichtband, Poems, erschien 1800 und wurde von der Kritik stark gelobt, blieb aber, wie alle ihre Veröffentlichungen, ohne kommerziellen Erfolg. Weniger gut aufgenommen wurde ihr zweiter Band Tales of Superstition and Chivalry, der 1802 veröffentlicht wurde. Beide Bände erschienen 1807 in überarbeiteter Form unter dem Titel Poems, A New Edition. Anne Bannerman war nach dem Tod ihres Bruders auf die Unterstützung ihrer literarischen Bewunderer angewiesen. Sie starb 1829 verschuldet im schottischen Seebad Portobello. Bannerman blieb von der Nachwelt lange Zeit unbeachtet.